# Кубок Чернігівської області з футболу 2009
Кубок Чернігівської області з футболу 2009 — 61-й розіграш Кубка Чернігівської області з футболу.
На всіх етапах турніру зустрічі команд складаються з одного матчу.

## Учасники
В цьому розіграші Кубку узяли участь 16 клубів.
| - «Авангард» (Корюківка) - «Автомобіліст» (Носівка) - «Агротрейд» (Припутні) - «Єдність-2» (Плиски) - «Козелець» (Козелець) - «Колос» (Смолянка) - «Маяк» (Лихачів) - ФК «Мена» (Мена) - ФК «Ніжин» (Ніжин) - «Полісся» (Добрянка) - «Славутич» (Славутич) - «Технікму» (Сосниця) - «Факел» (Жовтневе) - «Шина» (Чернігів) - «Юність» (Борзна) - «ЮСБ» (Чернігів) |

## 1/8 фіналу
Матчі 1/8 фіналу відбулися 18 квітня 2009 року.
| Команда 1                | Команда 2              | Рахунок |
| ------------------------ | ---------------------- | ------- |
| «Козелець» (Козелець)    | «Полісся» (Добрянка)   | 0:3     |
| «Технікму» (Сосниця)     | «ЮСБ» (Чернігів)       | 2:1     |
| «Факел» (Жовтневе)       | «Агротрейд» (Припутні) | 0:5     |
| «Автомобіліст» (Носівка) | ФК «Ніжин» (Ніжин)     | 0:3     |
| «Колос» (Смолянка)       | «Авангард» (Корюківка) | 1:2     |
| ФК «Мена» (Мена)         | «Шина» (Чернігів)      | 0:2     |
| «Маяк» (Лихачів)         | «Славутич» (Славутич)  | 0:2     |
| «Юність» (Борзна)        | «Єдність-2» (Плиски)   | 1:7     |

## 1/4 фіналу
Матчі 1/4 фіналу відбулися 25 квітня 2009 року.
| Команда 1              | Команда 2            | Рахунок |
| ---------------------- | -------------------- | ------- |
| «Полісся» (Добрянка)   | «Технікму» (Сосниця) | 3:0     |
| «Агротрейд» (Припутні) | ФК «Ніжин» (Ніжин)   | 1:4     |
| «Авангард» (Корюківка) | «Шина» (Чернігів)    | 3:1     |
| «Славутич» (Славутич)  | «Єдність-2» (Плиски) | 0:1     |

## 1/2 фіналу
Матчі 1/2 фіналу відбулися 29 квітня та 2 травня 2009 року.
| Команда 1              | Команда 2            | Рахунок |
| ---------------------- | -------------------- | ------- |
| «Полісся» (Добрянка)   | ФК «Ніжин» (Ніжин)   | 1:0     |
| «Авангард» (Корюківка) | «Єдність-2» (Плиски) | 2:3     |

## Фінал
Фінальний матч відбувся 9 травня 2012 року.
| Команда 1            | Команда 2            | Рахунок |
| -------------------- | -------------------- | ------- |
| «Полісся» (Добрянка) | «Єдність-2» (Плиски) | 0:1     |